# Tusby träsk
Tusby träsk (finska Tuusulanjärvi) är en sjö i Vanda ås vattendrag. Den ligger inom kommunerna Tusby och Träskända i landskapet Nyland (Södra Finlands län) omkring 73 km nordöst om Helsingfors. Sjön har en area på 5,92 kvadratkilometer och strandlinjen är 22,13 kilometer lång. Sjön  ingår i Vanda å huvudavrinningsområde.   Sjön är ca 7,5 km lång och det största djupet är 9,76 meter djup. (medeldjupet är 3,2 meter). Det viktigaste tillflödet är sjön Rusutjärvi varifrån vattnet avrinner genom bäckarna Vuohikkaanoja och Haukkalanoja. Sjön avrinner genom älven Tusby å till Vanda å och vidare till Finska viken.
Tusby träsk är Nylands landskapssjö.

## Vattenkvalitet
Tillflödesområdet har en area på 92 km² och 64% av området är täckt av lerjord. Vattnet i Tusby träsk är därför grumligt av den lera som rinner med tillflödesvattnet genom ett tiotal åar. Tidigare försämrades vattenkvaliteten även av flödesvattnet från de kärr, som låg väster och öster om sjön. När kärren dränerades genom täckdikning upphörde flödet av humusrikt vatten. På 1930-talet såg man tecken på övergödning från lantbruket. I slutet av 1950-talet ökade utsläppen av avloppsvatten från byarna och tätorterna kring sjön. I slutet av 1960-talet kulminerades övergödningen så att nästan allt liv i sjön var dött.
I början av 1970-talet påbörjades en kontinuerlig uppföljning av tillståndet på sjön. Förbättringsplaner gjordes och bland de första åtgärderna som gjordes var syresättning av vattnet om vintrarna. Vattnet i sjön var syrelöst vilket bidrog till att den inre belastningen förvärrades. Bottensedimentet består av dy från ruttnande alger, växter och djur. Sedimentlagret hade då en tillväxttakt på flera centimeter om året. Luftpumparna startades vintern 1972. 1979 färdigställdes avloppstunneln till Helsingfors varmed avloppsutsläppen till sjön upphörde
För att förbättra vattenkvaliteten i Tusby träsk har vatten från Päijännetunneln pumpats till Rusutjärvi sedan 1992. Trots att Päijännevattnet utgör ca 10% av den totala mängden tillflödesvatten i Tusby träsk är algerna och speciellt de blågröna algerna fortfarande ett problem i sjön. År 1997 inleddes fiskandet av ogräsfisk (främst mörtar) ur sjön. I maj 1998 byttes luftpumparna ut mot mer effektiv apparatur, som används året om. De varma somrarna ledde till syrefattigt vatten varmed den inre belastningen ökade. 
Vattenkvaliteten i sjön är fortfarande försvarligt.

## Konstnärskolonin vid Tusby träsk

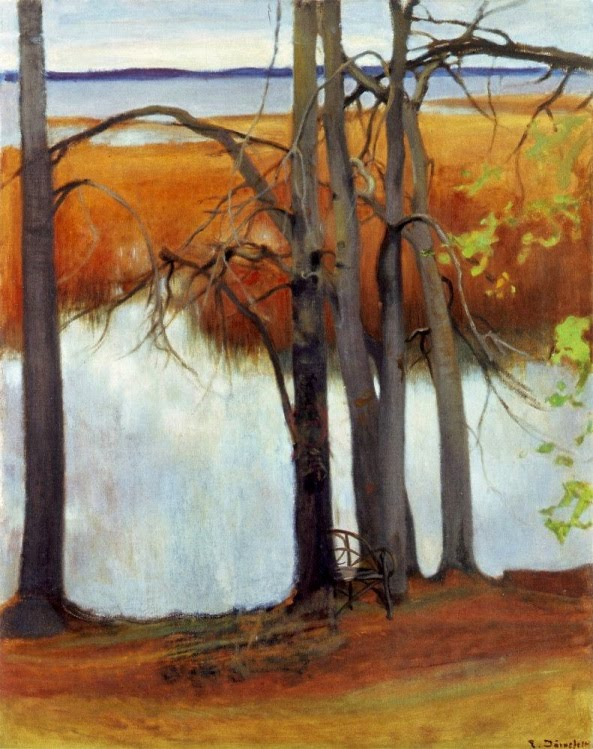
Kaislikkoranta, 1905, av Eero Järnefelt

Huvudartikel: Konstnärskolonin vid Tusby träsk
Vid sekelskiftet 1800/1900 uppstod vid norra ändan av Tusby träsk en konstnärskoloni efter det att Juhani Aho och Venny Soldan-Brofeldt hyrt Villa Vårbacka på Träskända gårds marker.

## Bildgalleri

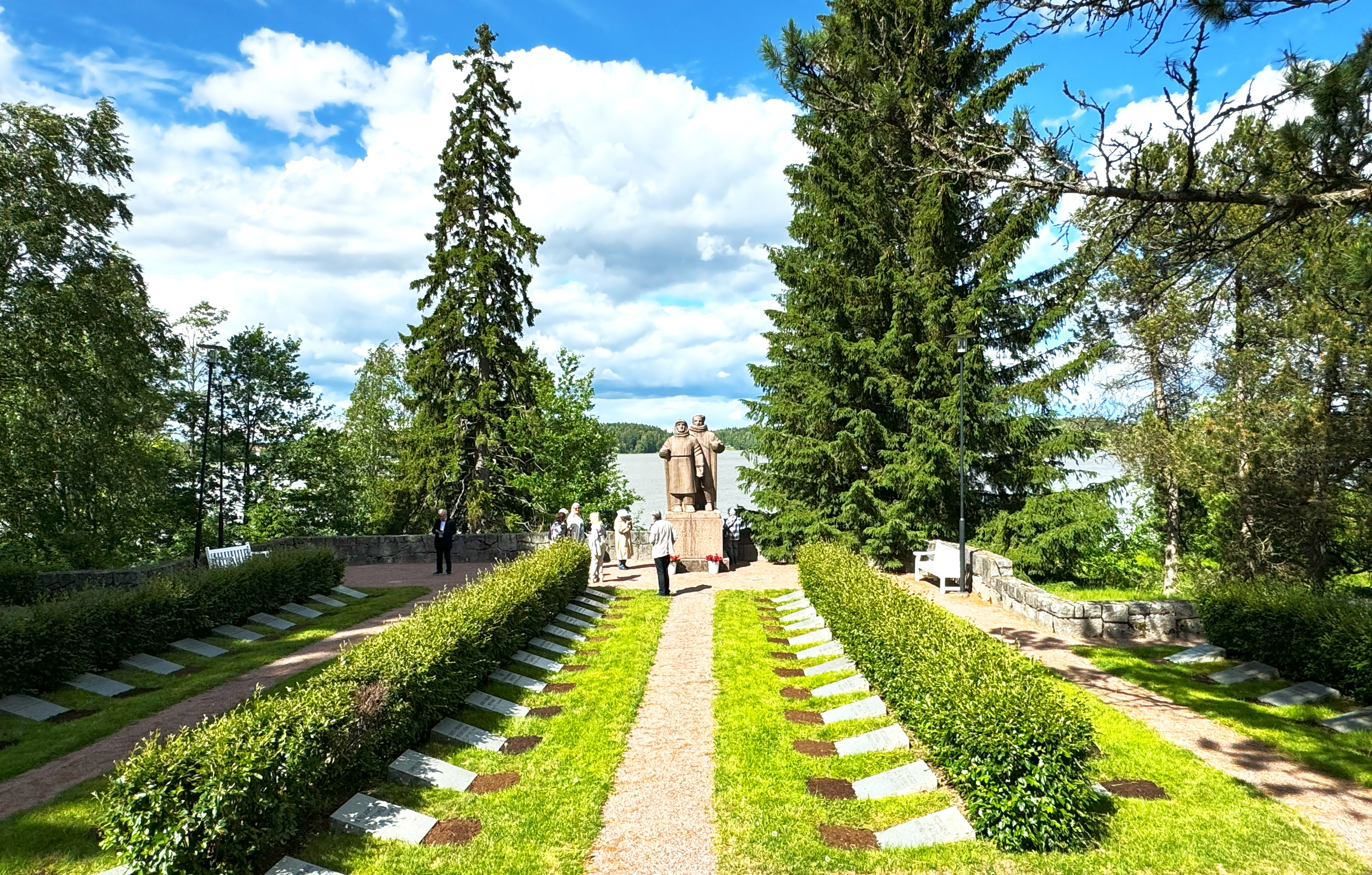
Hjältegravar vid Tusby kyrka. I bakgrunden Tusby träsk.